# ولسوالی جرم
جرم یکی از ولسوالی‌های ولایت بدخشان در شمال خاوری افغانستان است. مرکز آن شهر جرم بوده و جمعیت ولسوالی نزدیک به ۳٬۰۰۰ نفر برآورده شده‌است. بلندترین قلهٔ هندوکش با بلندای ۶٬۷۲۹ متر در این ولسوالی قرار دارد.
جرم دارای دهستان‌های است که هر کدام روستاهایی را دربردارد. دهستان‌های آن عبارتند از: فِرغامِنج، کیب، کیتِب، الریب، فِرغامرو، سوچ، اسکان، شفچان و درۀ خستک می باشد. درۀ خستک شامل ۳۳ روستا است.
دریاچه سیچو یکی از مکان های دیدنی دره خستک میباشد که سالانه تعداد زیاد از گردشگران داخلی و خارجی از آن دیدن می نمایند.